# (137632) Ramsauer
(137632) Ramsauer est un astéroïde de la ceinture principale.

## Description
(137632) Ramsauer est un astéroïde de la ceinture principale. Il fut découvert le 26 novembre 1999 à Linz par Erich Meyer. Il présente une orbite caractérisée par un demi-grand axe de 2,30 UA, une excentricité de 0,21 et une inclinaison de 1,7° par rapport à l'écliptique.

## Compléments